# Dictyospiropes ziziphi
Dictyospiropes ziziphi är en svampart som beskrevs av M.B. Ellis 1976. Dictyospiropes ziziphi ingår i släktet Dictyospiropes, divisionen sporsäcksvampar och riket svampar.   Inga underarter finns listade i Catalogue of Life.